# Mesosuchus browni
Mesosuchus ("cocodrilo intermedio" en griego) es un género extinto perteneciente al orden Rhynchosauria, el cual vivió a mediados del período Triásico (Anisiense), siendo hallados sus fósiles en los estratos de la región Oriental del Cabo de Sudáfrica. Se conoce por el holotipo SAM 5882, un esqueleto parcial, y los paratipos SAM 6046, 6536 SAM, SAM 7416 y SAM 7701 desde el sitio de la cantera Aliwal North Euparkeria. Fue encontrado en la Formación Burgersdorp del Grupo Beaufort (Cuenca del Karoo) en la parte media de la Zona Faunística de Cynognathus. Fue nombrado por primera vez por David Meredith Seares Watson en 1912 y las especie tipo es Mesosuchus browni.